# مارك ودارد
مارك ودارد (بالإنجليزية: Marc Woodard)‏ هو لاعب كرة قدم أمريكية أمريكي، ولد في 21 فبراير 1970 في كوسيوسكو في الولايات المتحدة.

## وصلات خارجية
- مارك ودارد على موقع مرجع كرة القدم المحترفة.كوم (الإنجليزية)
- مارك ودارد على موقع JustSportsStats.com (الإنجليزية)